# Oca (Coristanco)
Oca (llamada oficialmente San Martiño de Oca) es una parroquia y una aldea española del municipio de Coristanco, en la provincia de La Coruña, Galicia.

## Entidades de población
Entidades de población que forman parte de la parroquia:
- Canal (O Canal)
- Capelán (O Capelán)
- Carantos
- Codesido
- Miñata (A Miñata)
- Montecelo
- Oca
- Podrizo
- O Porto
- Portugal

## Demografía

### Parroquia
| Gráfica de evolución demográfica de Oca (parroquia) entre 2000 y 2019 |
|                                                                       |
| Datos según el nomenclátor publicado por el INE.                      |

### Aldea
| Gráfica de evolución demográfica de Oca (aldea) entre 2000 y 2019 |
|                                                                   |
| Datos según el nomenclátor publicado por el INE.                  |